# 科尔迪斯兰迪亚
科尔迪斯兰迪亚是巴西米纳斯吉拉斯州的一个市镇。总面积179.22平方公里，总人口3570人，人口密度19.9人/平方公里。